# Розкривні роботи

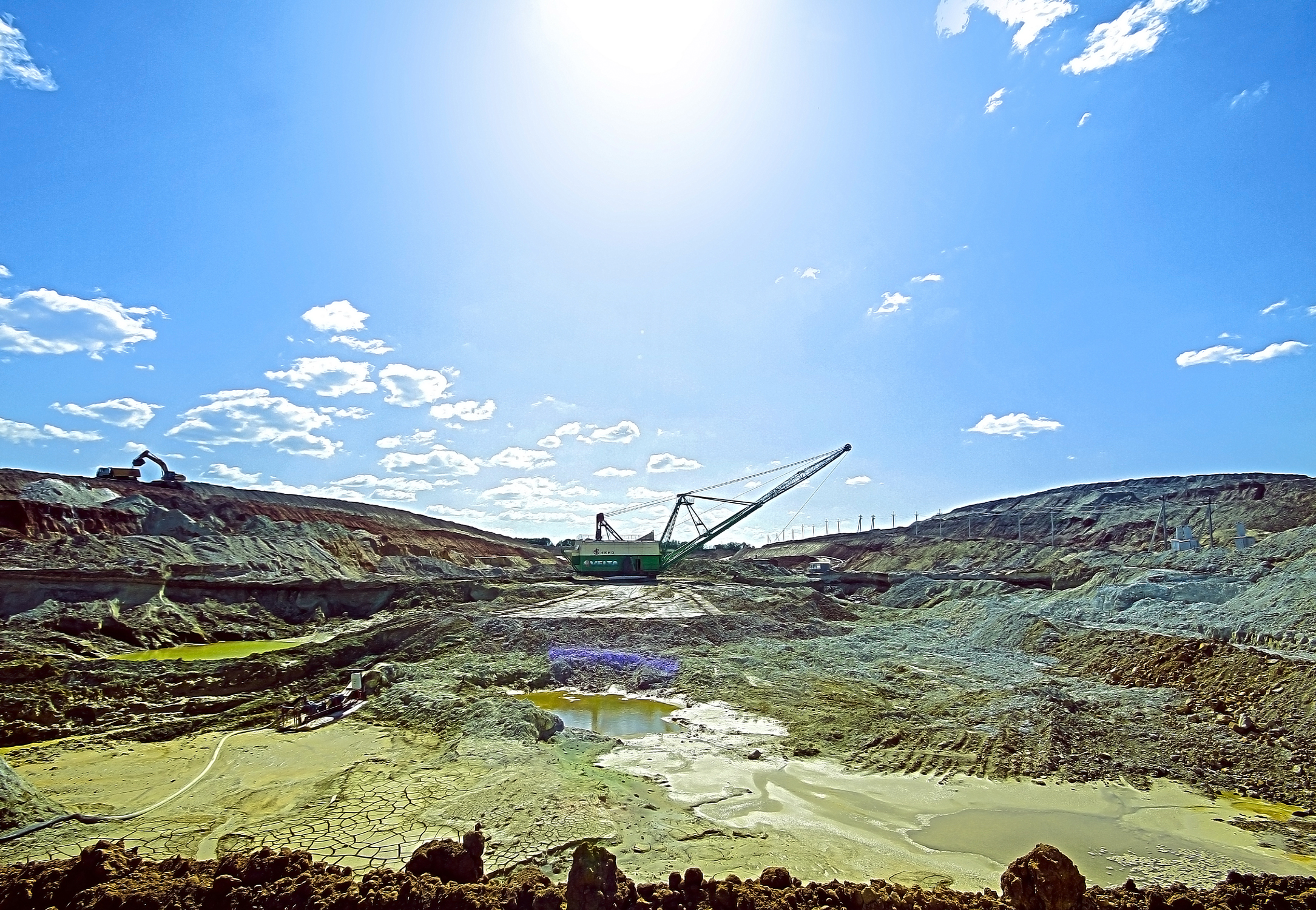

Розкривні роботи (рос. вскрышные работы, англ. stripping, overburden removal, нім. Abraumarbeiten f pl, Abraumbeseitigung f, Abraumbetrieb m, Abraumbewältigung f) — відкриті гірничі роботи з виймання та переміщення порід (розкриву), що покривають і вміщують корисну копалину, з метою підготовки її запасів до виймання. Розкривні роботи включають процеси підготовки скельних порід до виїмки, виймально-вантажні роботи, транспортування і відвалоутворення. Розкривні породи, що не містять корисних компонентів, поміщають у зовн. та внутр. відвали або використовують як буд. мінеральну сировину (наприклад, глини, піски, вапняки, крейда і ін.). 